# Alphabet des langues nationales (Bénin)
Pour les articles homonymes, voir Alphabets des langues nationales.
Vous pouvez aider à l'améliorer ou bien discuter des problèmes sur sa page de discussion.
- Il ne cite pas suffisamment ses sources. Vous pouvez indiquer les passages à sourcer avec {{référence nécessaire}} ou {{Référence souhaitée}}, et inclure les références utiles en les liant aux notes de bas de page. (Marqué depuis avril 2024)
- Certaines informations devraient être mieux reliées aux sources mentionnées dans la bibliographie ou les liens externes. Améliorez sa vérifiabilité en les associant par des références. (Marqué depuis avril 2024)

- Archive Wikiwix
- Bing
- Cairn
- DuckDuckGo
- E. Universalis
- Gallica
- Google
- G. Books
- G. News
- G. Scholar
- Persée
- Qwant
- (zh) Baidu
- (ru) Yandex
- (wd) trouver des œuvres sur Wikidata

L’Alphabet des langues nationales est un ensemble de règles spécifiant l’écriture des langues du Bénin.

## Origine
L’Alphabet des langues nationales du Bénin est élaboré par la Commission nationale de linguistique (CNL) en 1975, adopté par décret numéro 75-272 du 24 octobre 1975, et révisé par le Centre national de linguistique appliquée (CENALA) plusieurs fois entre 1990 et 2006.
La révision de 1990 liste les alphabets (voyelles et consonnes) de l’aja-gbe, du fɔn, du waci et gɛn, du xwela, du yōrùbá, de l’ede ìdàáshà, du waama, du baatɔnu, du boko, du yom, du dendi et du fulfulde.
La révision de 2008 contient les alphabets des langues suivantes : aja-gbe, anii, baatɔnum, boo, byali, dendi, ditammari, foodo, fɔngbe, fulfulde, gɛngbe, lǝkpa, bɛlimɛ, mɛyɔpɛ, nateni, waama, wacigbe, xwelagbe, yom, yōrùbá (et ses variantes idaasha, isha, shabɛ, ijɛ, ifɛ, ajashɛ, ana, ketu, mokole).

## Écriture
L'écriture officielle des langues du Bénin s'appuie sur les vingt-six lettres de l'alphabet latin de base, complétés par des lettres supplémentaires africaines de référence, des diacritiques de l'alphabet phonétique international ainsi que des digrammes.

### Consonnes
Liste des consonnes avec leur ancienne transcription francophone et leur correspondance approximative dans l'alphabet phonétique international (API) :
| Capitale                  | B   | Ɓ   | C    | D   | Ɖ   | Ɗ   | F   | Ƒ   | G    | Gb   | Ɣ   | H   | Hw   | J         | K    | Kp   | L   | M   | N   |
| Minuscule                 | b   | ɓ   | c    | d   | ɖ   | ɗ   | f   | ƒ   | g    | gb   | ɣ   | h   | hw   | j         | k    | kp   | l   | m   | n   |
| Transcription francophone | b   | bh  | c    | d   | dh  |     | f   | fh  | g(u) |      | gh  | h   |      | j         | k, q | kp   | l   | m   | n   |
| Approximation API         | [b] | [ɓ] | [t͡ʃ] | [d] | [ɖ] | [ɗ] | [f] | [ɸ] | [g]  | [ɡ͡b] | [ɣ] | [h] | [ɣʷ] | [ɟ], [d͡ʒ] | [k]  | [k͡p] | [l] | [m] | [n] |

| Capitale                  | Ny  | Ŋ   | Ŋm   | Ŋw   | P         | R                  | S   | Sh  | T   | V   | Ʋ   | W   | X        | Xw   | Y   | Ƴ    | Z   | Ʒ   | Ɂ    |
| Minuscule                 | ny  | ŋ   | ŋm   | ŋw   | p         | r                  | s   | sh  | t   | v   | ʋ   | w   | x        | xw   | y   | ƴ    | z   | ʒ   | ʼ    |
| Transcription francophone |     | ng  |      |      | p         | r                  | s   | ch  | t   | v   | vh  | w   | h        |      | y   |      | z   | jh  | ¨, h |
| Approximation API         | [ɲ] | [ŋ] | [ŋ͡m] | [ŋʷ] | [p], [k͡p] | [ɾ], [r], [ʁ], [ɹ] | [s] | [ʃ] | [t] | [v] | [ʋ] | [w] | [x], [χ] | [xʷ] | [j] | [ʔʲ] | [z] | [ʒ] | [ʔ]  |

### Voyelles
Liste des voyelles avec leur ancienne transcription francophone et leur correspondance approximative dans l'alphabet phonétique international (API) :
| Capitale                  | A   | E   | Ɛ    | Ǝ     | I   | Ɩ   | O        | Ɔ   | U     | Ʊ     |
| Minuscule                 | a   | e   | ɛ    | ǝ     | i   | ɩ   | o        | ɔ   | u     | ʊ     |
| Transcription francophone | a   | é   | è, ê | e, eu | i   | i   | ô, o, au | o   | ou, u | ou, u |
| Approximation API         | [a] | [e] | [ɛ]  | [ǝ]   | [i] | [ɪ] | [o]      | [ɔ] | [u]   | [ʊ]   |

Les voyelles longues peuvent être indiquées par le doublement de la lettre.

### Tons
Les tons des voyelles et des consonnes nasales peuvent être indiqués à l’aide de diacritiques suscrits :
| Ton        | Diacritique        | Graphie                     |
| ---------- | ------------------ | --------------------------- |
| Bas        | Accent grave       | ‹ à è ɛ̀ ə̀ ì ɩ̀ m̀ ǹ ò ɔ̀ ù ʊ̀ › |
| Moyen      | Macron             | ‹ ā ē ɛ̄ ǝ̄ ī ɩ̄ m̄ n̄ ō ɔ̄ ū ʊ̄ › |
| Haut       | Accent aigu        | ‹ á é ɛ́ ǝ́ í ɩ́ ḿ ń ó ɔ́ ú ʊ́ › |
| Montant    | Caron              | ‹ ǎ ě ɛ̌ ə̌ ǐ ɩ̌ m̌ ň ǒ ɔ̌ ǔ ʊ̌ › |
| Descendant | Accent circonflexe | ‹ â ê ɛ̂ ə̂ î ɩ̂ m̂ n̂ ô ɔ̂ û ʊ̂ › |

### Nasalisation
La nasalisation peut être indiquée de trois façon selon la langue :
| Écriture                       | Graphie         | Langues             |
| ------------------------------ | --------------- | ------------------- |
| Voyelle suivie de la lettre n  | ‹ an, en, ɛn… › | Yōrùbá…             |
| Voyelle avec un tilde suscrit  | ‹ ã, ẽ, ɛ̃… ›    | Baatonu, boko, ifɛ… |
| Voyelle avec un tilde souscrit | ‹ a̰, ḛ, ɛ̰… ›    | Nateni…             |

Un tilde suscrit ou souscrit, indiquant la nasalisation, peut être combiné avec un ton : ‹ ã́ ẽ́ ɛ̃́ ĩ́ ṍ ɔ̃́ ṹ - á̰ ḛ́ ɛ̰́ ḭ́ ó̰ ɔ̰́ ṵ́ ›.